# Osaonica (gmina Trstenik)
Osaonica (cyr. Осаоница) – wieś w Serbii, w okręgu rasińskim, w gminie Trstenik. W 2011 roku liczyła 30 mieszkańców.